# Гроэр, Ханс Герман
Ханс Герман Вильгельм Гроэр (нем. Hans Hermann Wilhelm Groër; 13 октября 1919, Вена, Австрия — 24 марта 2003, Санкт-Пёльтен, Австрия) — австрийский кардинал, бенедиктинец. Архиепископ Вены с 15 июля 1986 по 14 сентября 1995. Кардинал-священник с титулом церкви Санти-Джоаккино-эд-Анна-аль-Тусколано с 28 июня 1988. 
Покинул кафедру 14 сентября 1995 года вследствие обвинений в растлении малолетних, а 14 апреля 1998 года по просьбе папы Иоанна Павла II прекратил совершать любые церковные обряды и отказался от привилегий архиепископа и кардинала. 